# Rolf Raffé
Rolf Raffé, gebürtig Anton Gustav Steichele  (* 23. Juni 1895 in München; † 20. Februar 1978 ebenda), war  ein deutscher Filmregisseur, Filmproduzent und Drehbuchautor.

## Leben und Wirken
Raffé gründete, gleich nachdem er aus dem Ersten Weltkrieg heimgekehrt war, 1919 in seiner Heimatstadt München eine eigene Produktionsfirma, die Indra-Film Rolf Raffé Anton Steichele. Eine frühe, noch kurze Indra-Produktion war der Stummfilm Der Kinematograph mit dem späteren Starhumoristen Karl Valentin. 1919 hatte Raffé die Nachwuchsschauspielerin Carla Nelsen (* 12. August 1897 in München) geheiratet, die für einige Jahre seine bevorzugte Hauptdarstellerin werden sollte. Mit Nelsen in der weiblichen Hauptrolle inszenierte und produzierte Raffé die ambitionierten Historien- und Ausstattungsfilme “Ludwig II., König von Bayern”, “Kaiserin Elisabeth von Österreich”, “Zar Nikolaus II. von Rußland” und zuletzt, im Winter 1922/23, “Königin Karoline von England”. Keiner dieser als Dramen bzw. Melodramen angelegten Filme war künstlerisch bemerkenswert und fand beim Publikum eine große Resonanz, über seinen Ludwig-Film hieß es noch Jahrzehnte später, er “wirkt in seiner unbeholfenen Dramaturgie und Schauspielerführung oft unfreiwillig komisch.”
Nach ihrer Mitwirkung in Raffés “Rex Mundi” zog sich Carla Nelsen bereits 1925 aus dem Filmgeschäft zurück, während sich der Münchner ohne seine Gattin bis zum Ende der Stummfilmzeit mit abnehmendem Erfolg weiterhin an Historiendramen aus europäischen Königshäusern (“Louise von Coburg, Tragödie einer Königstochter”, “Das Schicksal derer von Habsburg”) versuchte, diesmal mit Erna Morena in den weiblichen Hauptrollen als Nelsen-Ersatz.
Im März 1930 gründete Raffé gemeinsam mit dem Kaufmann Carl Mischke die Detofa Deutsche Ton- und Farbenfilm GmbH. Der Firmenname wurde im August in Berliner Tonfilm-Manufaktur geändert.
Nach mehreren Projekten, die er nicht realisieren konnte, erlebte Rolf Raffé 1932 mit dem Spielfilm “Die Bettlerin von Paris” sein persönliches 'Waterloo'. Nach Außenaufnahmen in Paris und einem Innendreh in Berlin wurden die Dreharbeiten abgebrochen, vermutlich aus finanziellen Gründen. Der Verleih Nord-Film bewarb den Film noch bis Juni 1933, aber er kam nie in die Kinos. Behaftet mit dem Makel, mit seinem Tonfilmdebüt gescheitert zu sein, konnte Raffé nie wieder einen Spielfilm inszenieren.
Abgesehen von dem Kurzfilm Ein verhängnisvolles Geigensolo, den er nach eigenem Drehbuch 1936 erneut mit Karl Valentin herstellte, liegen seine Aktivitäten bis in die frühen Nachkriegsjahre derzeit im Dunkeln.  Nach 1945 war er Inhaber und Geschäftsführer der in der Zeil von Frankfurt am Main beheimateten Landeskulturfilm Rolf Raffé. In dieser Funktion beschränkte sich der Münchner auf die Herstellung dokumentarischer Filmstoffe; sein Beitrag zu dem Kompilations-Spielfilm „Lachkabinett“ (1953) ist lediglich jener Valentin-Kurzfilm von 1936. Raffé starb 1978 im heimatlichen München, von der Filmbranche weitgehend vergessen.

## Filmografie
als Regisseur und Produzent von abendfüllenden Spielfilmen, wenn nicht anders angegeben
- 1919: Ludwig II., König von Bayern / Das Schweigen am Starnbergersee
- 1920: Der Kinematograph
- 1920: Kaiserin Elisabeth von Österreich (auch Drehbuch)
- 1921: Zar Nikolaus II. von Rußland
- 1923: Königin Karoline von England
- 1924: Wenn Filmsterne reisen (Kurzdokumentarfilm)
- 1924: Rex Mundi
- 1925: Der erste Stand. Der Großkapitalist
- 1926: Sklaven des Geldes
- 1927: Der Schmuggler
- 1927: Louise von Coburg, Tragödie einer Königstochter
- 1928: Das Schicksal derer von Habsburg
- 1932: Die Bettlerin von Paris (unvollendet)
- 1936: Ein verhängnisvolles Geigensolo (Kurzfilm, auch Drehbuch)
- 1951: Mechanisierung der Landwirtschaft (Dokumentarfilm)
- 1954: Schlagadern der Wirtschaft (Kurzdokumentarfilm)
- 1959: Brot für alle (Kurzdokumentarfilm)